# Chrysopidia (Anachrysa) erato
Chrysopidia (Anachrysa) erato is een insect uit de familie van de gaasvliegen (Chrysopidae), die tot de orde netvleugeligen (Neuroptera) behoort. 
Chrysopidia (Anachrysa) erato is voor het eerst wetenschappelijk beschreven door Hölzel in 1973.